# Alexandra Schürmann-Freund
Pour les articles homonymes, voir Freund.
Alexandra Schürmann-Freund, est une présentatrice de télévision allemande, née le 6 mars 1967 et morte le 21 juin 2001.

## Biographie
Elle est la fille de l'ancienne Miss Monde 1956 Petra Schürmann et du médecin allemand Gerhard Freund (1922-2008).
En 1987, elle obtient son diplôme d'histoire d'art à Starnberg, et commence sur la chaîne nationale Bayerischer Rundfunk.
En 1992, elle a travaillé comme assistante d'Elmar Hörig à la chaine ZDF de l'émission "Amour à première vue".
Quelques années plus tard, Alexandra a suivi une formation porte-parole de la radio bavaroise, où elle a fait de nombreuses présentations et annonces de programmes.
Le 21 juin 2001, Alexandra est décédée d'un accident de voiture sur l'autoroute, percutée par une voiture en sens inverse.